# سكوت بيلينغتون
سكوت بيلينغتون (بالإنجليزية: Scott Billington)‏ هو كاتب أغاني ومنتج أسطوانات أمريكي، ولد في 27 أكتوبر 1951 في ميلروز في الولايات المتحدة.